# Ягубова, Элла Исмаил кызы
Ягубова Элла Исмаил кызы (род. 30 декабря 1946, Кировабад) — азербайджанская театральная и киноактриса, Народная артистка Азербайджана (2018), ведущая актриса Мингечаурского государственного драматического театра, член Союза театральных деятелей Азербайджана (с 1989 года).

## Биография
Элла Ягубова родилась 30 декабря 1946 года в городе Гянджа. Начальное образование получила в Гяндже, среднюю школу окончила в Баку в школе № 44. В 1963 году поступила в Бакинский техникум культуры и просвещения, который окончила в 1966 году, после чего была направлена в Гянджинский государственный драматический театр. В 1968 году по распределению была направлена в Мингечаурский государственный драматический театр, где сыграла более 300 ролей.

## Роли в Мингечаурском государственном драматическом театре
Алмаз в «Алмаз» (Джафар Джаббарлы)
Сара в «Увядшие цветы» (Джафар Джаббарлы)
Гюльтекин в «Айдын» (Джафар Джаббарлы)
Таня в «Яшар» (Джафар Джаббарлы)
Сона в «Хаджи Кара» (Мирза Фатали Ахундов)
Хаджар-ханум в «Любовь и месть» (Сулейман Сани Ахундов)
Фахрунда в «Первый день праздника» (Назым Хикмет)
Сара-бейим в «Боль родины» (Назым Хикмет)
Мать в «Мать» (Гусейн Джавид)
Бабушка в «Обман бабушки» (Али Амирли)
Мать в «Судьба двух сирот» (Али Амирли)
Нурджахан в «Обман бабушки» (Ахмед Оруджоглу) и многие другие главные и первостепенные роли.
Элла Ягубова работала в Мингечаурском государственном драматическом театре более 40 лет. В настоящее время она преподает в студии молодых актеров «Ümid» при театре, ведя курсы по сценическому мастерству, технике речи и движению, а также рассказывая о театре Азербайджана. Она также сотрудничает с региональным телеканалом «El» и снималась в азербайджанских фильмах «Ходжа» (в роли Султан-ханум) и телесериале «Если есть жизнь».

## Награды
- Медаль «Ветеран труда» (1988)
- Почетное звание «Заслуженный артист Азербайджана» (2009)
- Медаль «Терегги» (2013)
- Лауреат премии «Золотой Дервиш» (2004)
- Звание «Народный артист Азербайджана»[1] (27 мая 2018 года)
- Участница художественного чтения на фестивале Союза театральных деятелей Азербайджана, награждена дипломами и другими премиями.
- Персональная пенсия Президента Азербайджанской Республики (2025)[2]

Президентская премия:
- 9 мая 2018 года[3]
- 10 мая 2019 года[4]
- 7 мая 2020 года[5]
- 7 мая 2021 года[6]

## Фильмография
- «Шестой этаж пятиэтажного дома» (1996)
- «Гостиничный номер» (1998)
- «Проверка» (2006)